# LU-862

La carretera autonómica  LU-862  (anteriormente conocida como  C-642 ) es actualmente la carretera que une Vicedo con San Ciprián, en la provincia de Lugo. Discurre por la comarca de la Mariña Occidental de este a oeste pasando por la capital comarcal, Vivero.
Comienza su trazado en el puente sobre la ría del Barquero, que une con la carretera AC-862 a la altura de Vicedo. En Vivero se cruza con la LU-540 para finalmente terminar en cruce de Fontecova a las afueras de San Ciprián, uniéndose a la carretera nacional N-642.
A fecha de 2019, la  LU-862 , ha sido substituida por la  CG-2.3  o también conocida como Vía de Alta Capacidad de la Costa Norte.
- Datos: Q5961775